# يو إف سي 60
يو إف سي 60: هيوز ضد غراسي (بالإنجليزية: UFC 60: Hughes vs. Gracie)‏ هو حدث لفنون القتال المختلطة نظمته يو إف سي، أُقيم في 27 مايو 2006، على ستيبلز سينتر في لوس أنجلوس، كاليفورنيا، الولايات المتحدة.